# اولشن (استان ماسوویان)
اولشن (به لهستانی:  Olesin) یک روستا در لهستان است که در گمینا دنبه ویلکیه واقع شده‌است. اولشن ۲۰۰ نفر جمعیت دارد و ۱۳۳ متر بالاتر از سطح دریا واقع شده‌است.